# رسوایی مارکونی

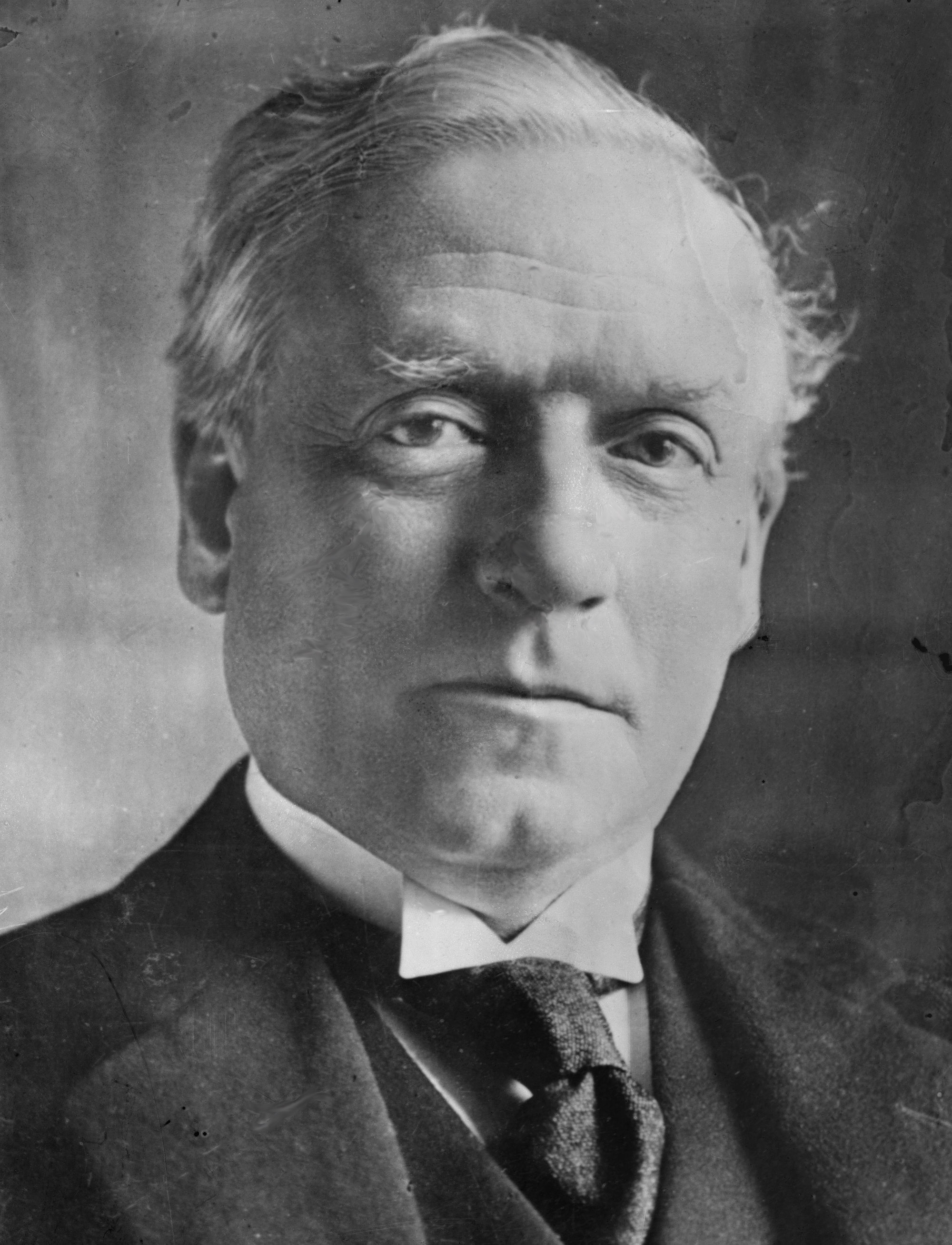
هربرت هنری اسکویت

رسوایی مارکونی (انگلیسی: Marconi scandal) یک رسوایی سیاسی در انگلستان بود که در تابستان ۱۹۱۲ بر سر زبان‌ها افتاد. مبنای این رسوایی، ادعاهایی مبنی بر استفادهٔ نادرستِ برخی از اعضای بلندپایهٔ حزب لیبرال بریتانیا در دوران نخست‌وزیری «هربرت هنری اسکویت» از اطلاع و آگاهی آنها از تصمیمِ دولت دربارهٔ «شرکت مارکونی» بود. آنها دریافته بودند که دولت می‌خواهد یک قرارداد پُرمنفعت با این شرکت بریتانیایی در ارتباط با «زنجیرهٔ ارتباطی بی‌سیم سلطنتی» به امضا برساند و با داشتن این رانت اطلاعاتی، بخشی از سهام آن را در زیرمجموعهٔ آمریکایی‌اش خریداری کرده بودند.
برخی از این افراد مرتبط با این رسوایی عبارت بودند از دیوید لوید جرج (رئیس خزانه)، روفوس آیزاکس (دادستان کل انگلستان و ولز)، هربرت ساموئل (رئیس اداره پست و ارتباطات)، الکساندر موری (معاون پارلمانی وزارت خزانه‌داری) و گادفری آیزاکس (مدیر شرکت مارکونی).
سیسیل چسترتون سردبیر روزنامه «نیو میتنس»، یکی از مهمترین افرادی بود که این رسوایی را مطرح کرده و به آن پرداخت.